# Lennart Häggroth
Hans Lennart Häggroth (Övertorneå, 2 marzo 1940 – Skellefteå, 28 agosto 2016) è stato un hockeista su ghiaccio svedese.

## Palmarès

### Olimpiadi invernali
- Argento a Innsbruck 1964.

### Mondiali
- Oro a Colorado Springs-Denver 1962.
- Argento a Stoccolma 1963.